# Saint-Pardoux-les-Cards
 Saint-Pardoux-les-Cards  es una comuna (municipio) de Francia, en la región de Lemosín, departamento de Creuse, en el distrito de Aubusson y cantón de Chénérailles.
Su población en el censo de 1999 era de 298 habitantes.
Está integrada en la Communauté de communes de Chénérailles.

## Demografía
| 461 | 488 | 449 | 403 | 352 | 298 |
| Para los censos de 1962 a 1999 la población legal corresponde a la población sin duplicidades (Fuente: INSEE [Consultar]) |     |     |     |     |     |